# Pauline Wesselink
Pauline Françoise Wesselink (Amsterdam, 31 mei 1949) is een Nederlands schrijfster.

## Levensloop
Na het gymnasium alfa aan het Gemeentelijk Lyceum voor Meisjes in Amsterdam, studeerde Wesselink in dezelfde stad enkele jaren culturele antropologie en Engels. Van 1978 tot 2000 was ze in dienst van het Koninklijk Instituut voor de Tropen waarvoor ze als redacteur van het jeugdblad Samsam in ontwikkelingslanden (foto)reportages maakte. Ook publiceerde ze in  bladen van UNICEF en het Liliane Fonds. Voor de laatste organisatie schreef ze in 1990 samen met Bob van Opzeeland het boekje De verborgen ramp. In 1998 publiceerde ze Ik was een tijdje een ander, over de belevenissen van de joodse Rie Gerritse tijdens de Tweede Wereldoorlog. In 2004 publiceerde ze samen met Do du Preez-Verleun Soldaat in verzet - De belofte die Jan Verleun het leven kostte over de verzetsstrijder Jan Verleun.
Haar eerste jeugdroman Verdacht van moord werd in 2006 uitgegeven. In datzelfde jaar verscheen haar kinderboekje Tijgers, in 2007 Canada en UNICEF, in 2008 Suriname en Artsen zonder Grenzen en in 2010 Zuid-Afrika; informatieboekjes voor scholieren. Ze deed voorts de vertaling en redactie van de memoires van verzetsman Tonny van Renterghem die in 2010 verschenen. Paradijs Zorgvlied - 77 markante graven publiceerde ze in 2015.